# Antiche unità di misura del circondario di Abbiategrasso

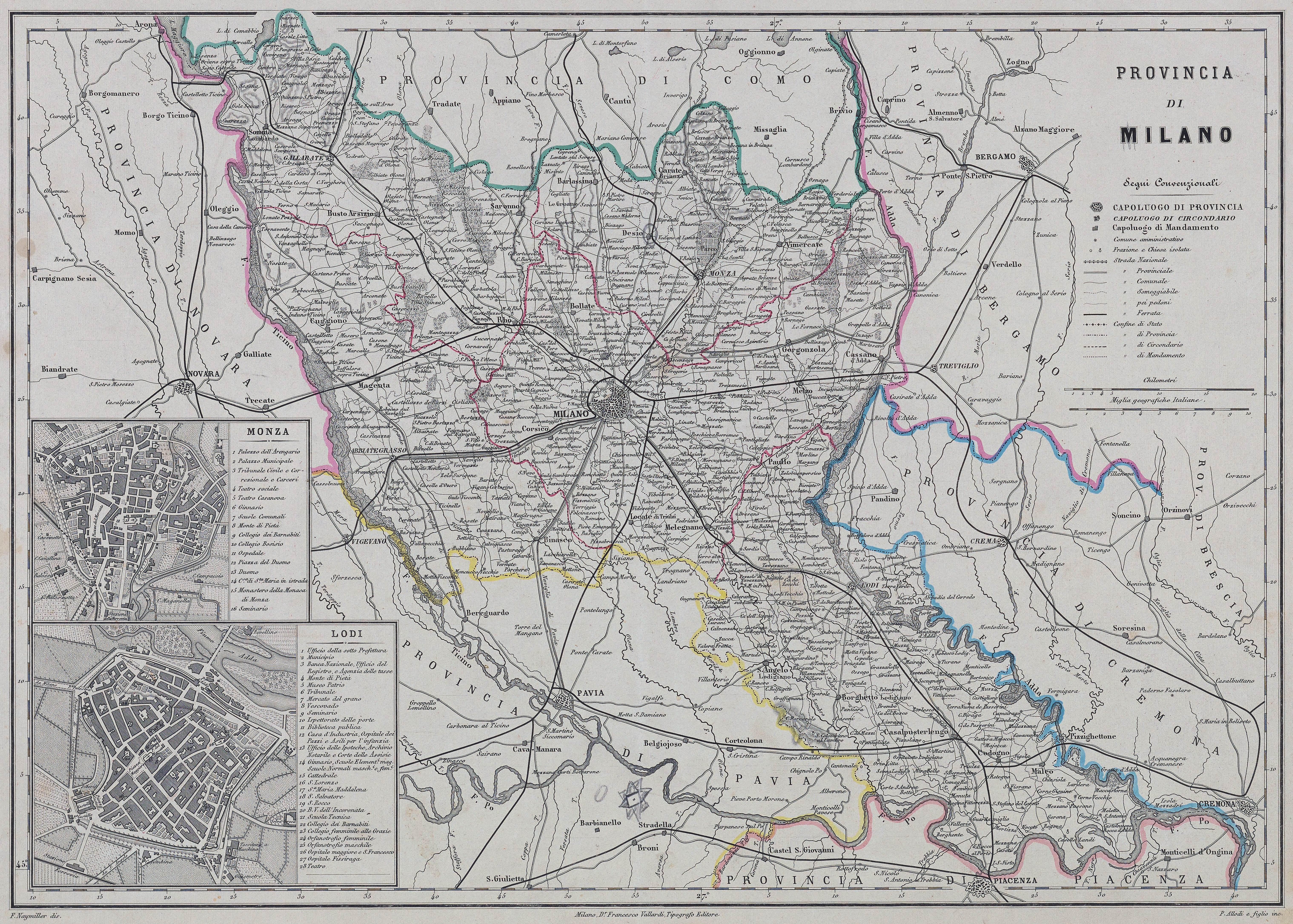
Mappa con indicazione dei confini del circondario di Abbiategrasso nel 1868 circa

Nelle tabelle del 1877 per il circondario di Abbiategrasso erano riportate le stesse unità di misura in uso a Milano.

## Territorio
Nel 1874 nel circondario di Abbiategrasso erano presenti 44 comuni divisi in 4 mandamenti.
- Abbiategrasso • Abbiategrasso, Albairate, Bareggio, Cassinetta di Lugagnano, Cisliano, Corbetta, Ozero, Robecco sul Naviglio
- Binasco • Besate, Binasco, Bubbiano, Calvignasco, Casarile, Gaggiano, Gudo Visconti, Lacchiarella, Morimondo, Motta Visconti, Noviglio, Rosate, Vermezzo, Vernate, Zelo Surrigone, Zibido San Giacomo
- Cuggiono • Arconate, Buscate, Busto Garolfo, Castano, Cuggiono, Inveruno, Lonate Pozzolo, Magnago, Nosate, Robecchetto, Turbigo
- Magenta • Bernate Ticino, Boffalora sopra Ticino, Cassina Pobbia, Magenta, Marcallo, Mesero, Santo Stefano Ticino, Sedriano, Vittuone